# Frans Simons (bisschop)
Frans Simons SVD (Tegelen,  30 juli 1908 – Indore,  28 januari 2002) was een Nederlands bisschop, werkzaam in India.
Simons trad in 1932 toe tot de congregatie van de Missionarissen van Steyl. Hij werd op 30 oktober 1932 priester gewijd Op 15 mei 1952 werd hij benoemd als eerste bisschop van het nieuw ingestelde bisdom Indore; zijn bisschopswijding vond plaats op 6 augustus 1952. Voordat het bisdom werd gesticht, was Indore van 1935 tot 1952 een apostolische prefectuur.
Simons was tevens een van de concilievaders van het Tweede Vaticaanse Concilie.
Op 26 juni 1971 ging Simons met emeritaat. Hij overleed in 2002 op 93-jarige leeftijd.
- Gemeinsame Normdatei: 120132324X
- International Standard Name Identifier: 0000 0000 8176 9516
- Library of Congress Control Number: n78058672
- Nationale Bibliotheek van Tsjechië: xx0253120
- Nederlandse Thesaurus van Auteursnamen: 068382421
- Virtual International Authority File: 110826977
- WorldCat: E39PBJyxk9Kkxq74yYjxqJ4Xh3